# Алмаз из Ботсваны (2021)
Алмаз из Ботсваны — пока не имеющий собственного названия третий (на момент добычи) по величине в мире из найденных соответствующего ювелирного качества, и пятый (на момент добычи) по величине среди всех обнаруженных алмаз размером с куриное яйцо (73х52х27 мм) весом 1098,3 карата (219,6 г), найденный 1 июня 2021 года в Ботсване в карьере Джваненг алмазодобывающей компании Debswana.
По состоянию на 2024 год алмаз занимает седьмое место по величине, уступая лишь крупнейшему неювелирному алмазу-карбонадо «Сержиу» массой 3167 карат (633,4 г), историческому алмазу «Куллинан» массой 3106,75 карат (621,35 г), и четырём алмазам также из Ботстваны с рудника Карове — покрытому тонким слоем чёрного непрозрачного углерода алмазу Sewelô массой 1758 карат (352 г), найденному в 2019 году, и алмазу «Наш свет» массой 1109 карат (221,8 г), найденному в 2015 году.
После находки камень был продемонстрирован президенту Ботсваны Мокгветси Масиси в столице страны Габороне. Его стоимость пока не названа.